# برونو شولتس
برونو شولتس (بالألمانية: Bruno Schulz)‏ هو عالم آثار ومهندس معماري وأستاذ جامعي ألماني، ولد في 24 فبراير 1865 في Strzelce Krajeńskie ‏ في بولندا، وتوفي في 1 أبريل 1932 في برلين في ألمانيا.